# Łusecznik lepki
Łusecznik lepki (Ichthyophis glutinosus) – gatunek płaza beznogiego z rodziny łusecznikowatych (Ichthyophiidae). Endemit Sri Lanki. Narażony na wyginięcie.

## Występowanie
Występuje endemicznie w środkowej i południowej Sri Lance. Andrzej Trepka w Ilustrowanej encyklopedii płazów podaje jeszcze Archipelag Malajski, nie jest to jednak prawda (pomylenie z innymi gatunkami łusecznikowatych).

## Morfologia
Kształtem przypomina dżdżownicę lub glebowe węże z rodzaju Uropeltis. Łatwo jednak go odróżnić po wielkości i dobrze wykształconym pyszczku wraz z małymi oczami. Długość obłego ciała od 23 do 41 cm. Podobnie jak dżdżownica łusecznik lepki posiada pierścienie, których może być do 392. Posiada także kręgi ogonowe. Ubarwienie szare z żółtymi pasami.

## Ekologia i zachowanie
Żyje pod ziemią, w tropikalnych wilgotnych lasach nizinnych i górskich, na polach ryżowych, plantacjach kauczuku czy herbaty, w wiejskich ogrodach, na polach i pastwiskach dla bydła, a także na mokradłach.

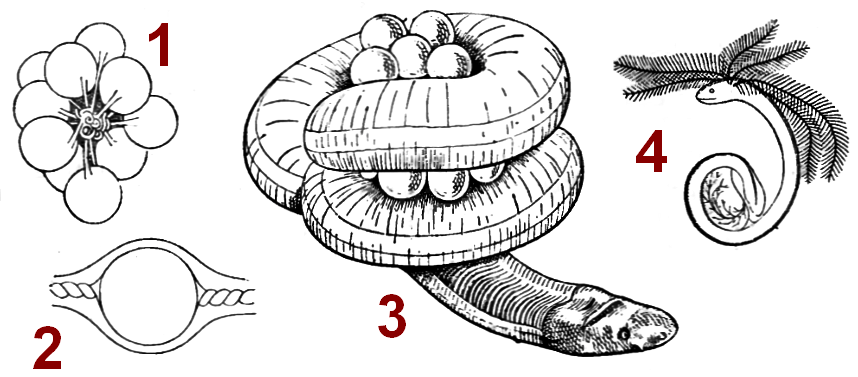
schemat opieki nad potomstwem

Gatunek drapieżny; odżywia się głównie dżdżownicami i wcześniej wspomnianymi wężami glebowymi. Gdy zaatakuje swoją ofiarę, próbuje ją rozszarpać na mniejsze kawałki.
Samica w specjalnie wydrążonej komorze składa do 38 ziaren skrzeku i opiekuje się nim, aż do wyklucia się kijanek. Następnie 11-centymetrowe larwy o pierzastych skrzelach prowadzą wodno-lądowy tryb życia. Nie wiadomo czym się odżywiają, w niewoli pożywiają się larwami ochotkowatych czy dżdżownicami.

## Status
Międzynarodowa Unia Ochrony Przyrody uznaje łusecznika lepkiego za gatunek narażony na wyginięcie (VU – vulnerable). Liczebność populacji nie jest znana, a jej trend uznaje się za spadkowy. Zagrażają mu głównie ptaki nieodżywiające się płazami, które jednak często mylą łusecznika z rosówką. Ponadto zagrożeniem dla łusecznika są też ludzie, którzy zabijają tego płaza tylko „na wszelki wypadek”.